# The New Cook (film 1911 Fitzhamon)
The New Cook è un cortometraggio muto del 1911 diretto da Lewin Fitzhamon.

## Trama
Un ospite flirta con la nuova cuoca che, in realtà, è la figlia del padrone di casa.

## Produzione
Il film fu prodotto dalla Hepworth.

## Distribuzione
Distribuito dalla Hepworth, il film - un cortometraggio di 167,64 metri - uscì nelle sale cinematografiche britanniche nell'aprile 1911.
Si conoscono pochi dati del film che, prodotto dalla Hepworth, fu distrutto nel 1924 dallo stesso produttore, Cecil M. Hepworth. Fallito, in gravissime difficoltà finanziarie, il produttore pensò in questo modo di poter almeno recuperare il nitrato d'argento della pellicola.